# Rebecca Soni
Rebecca Soni (Freehold, New Jersey, 1987. március 18. –) olimpiai és világbajnok magyar származású amerikai úszónő (szülei Kolozsvárról vándoroltak ki az USA-ba). Nagyapja, Sőni Pál kolozsvári egyetemi tanár, író, kritikus, irodalomtörténész, a hatvanas évek végén megjelent A romániai magyar irodalom történetének szerzője. Nagyanyja, Sőni (Molnár) Erzsébet, kolozsvári újságíró. A 200 méteres mellúszás olimpiai bajnoka (2008) és világcsúcstartója (2012), a 100 méteres mellúszás világbajnoka és világcsúcstartója (2009).

## Élete
A 2008. évi nyári olimpiai játékokra a legjobb amerikai úszóként kvalifikálta magát 200 méteres mellúszásban, 100 méteren viszont csak a pozitív doppingtesztje miatt visszaléptetett Jessica Hardy helyére került be, ennek ellenére ezüstérmet szerzett.

## Rekordok
| Világcsúcsok                | Világcsúcsok | Világcsúcsok        | Világcsúcsok |
| --------------------------- | ------------ | ------------------- | ------------ |
| 200 m mell                  | 2:20.22      | 2008. augusztus 15. | Peking       |
| 100 m mell                  | 1:04.84      | 2009. július 27.    | Róma         |
| rövid pálya, 200 m mell     | 2:14.57      | 2009. december 18.  | Manchester   |
| rövid pálya, 100 m mell     | 1:02.70      | 2009. december 19.  | Manchester   |
| rövid pálya, 4x100 m vegyes | 3:45.56      | 2011. december 16.  | Atlanta      |
| 200 m mell                  | 2:20.00      | 2012. augusztus 1.  | London       |
| 200 m mell                  | 2:19.59      | 2012. augusztus 2.  | London       |
| 4x100 m vegyes              | 3:52.05      | 2012. augusztus 4.  | London       |